# Pontus Kåmark
Pontus Kåmark (Västerås, Suecia, 5 de abril de 1969) es un exfutbolista sueco, se desempeñaba como lateral derecho. Internacional en 57 ocasiones con la selección de fútbol de Suecia, Kåmark actualmente ejerce como comentarista deportivo en TV4, un canal sueco.

## Clubes
| Club           | País       | Año         | Partidos | Goles |
| Västerås SK    | Suecia     | 1985 - 1989 | 55       | 6     |
| IFK Göteborg   | Suecia     | 1989 - 1995 | 144      | 4     |
| Leicester City | Inglaterra | 1995 - 1999 | 65       | 0     |
| AIK Solna      | Suecia     | 1999 - 2000 | 11       | 0     |
| IFK Göteborg   | Suecia     | 2001 - 2002 | 24       | 0     |

## Palmarés
IFK Göteborg
- Allsvenskan: 1989-90, 1990-91, 1992-93, 1993-94, 1994-95[3]
- Copa de Suecia: 1991[3]

Leicester City
- Copa de la Liga de Inglaterra: 1997[3]